# Jan Hendriks (attore)
Jan Hendriks, accreditato talvolta anche come Jan Hendricks, all'anagrafe Heinz Joachim Hinz (Berlino, 6 dicembre 1928 – Berlino, 13 dicembre 1991), è stato un attore e doppiatore tedesco.

## Biografia
Come attore, partecipò - tra cinema e televisione - ad un'ottantina di produzioni dall'inizio degli anni cinquanta alla metà degli anni ottanta. Tra i suoi ruoli più noti, figura quello di Martin Brenner nella serie televisiva Il commissario Köster (Der Alte), ruolo interpretato dal 1977 al 1986.
Come doppiatore, prestò la propria voce ad attori quali Humphrey Bogart, Anthony Quinn, ecc.

### Morte
Il 17 dicembre 1991, Jan Hendricks viene trovato morto dalla polizia nel suo appartamento di Wilmersdorf (Berlino). La morte sarebbe sopraggiunta quattro giorni prima, una settimana dopo il suo 63º compleanno, probabilmente per le conseguenze dell'AIDS e del diabete.
È sepolto a Berlino nel Friedhof Schöneberg II..

## Filmografia parziale

### Cinema
- La città assediata (The Big Lift, 1950) (non accreditato)
- Sündige Grenze (1951) - ruolo: Jan Krapp
- Schwarze Augen (1951) - László
- Roman eines Frauenarztes (1954) - Dott. Michelsen
- Hochzeitsglocken (1954) - Philipp Harding
- I diavoli verdi di Montecassino (Die grünen Teufel von Monte Cassino, 1958) -  Fausto
- Das verbotene Paradies (1958) - Theo Krailing
- Le armi e l'uomo (Helden, 1958) - Ten. Sergius Slivitzna
- Nudi come Dio li creò (Nackt, wie Gott sie schuf, 1958)
- Bobby Dodd greift ein (1959)
- La vera storia di Rosemarie (Die Wahrheit über Rosemarie, 1959)
- I forzati del piacere (Paradies der Matrosen, 1959) - Henry F. Jones
- La gran vita (Das kunstseidene Mädchen, 1960)
- Scacco alla follia (Schachnovelle, 1960)
- L'isola delle amazzoni (Die Insel der Amazonen, 1960) - Murdok
- Il segreto del narciso d'oro (Das Geheimnis der gelben Narzissen, 1961) - Charles
- La porta dalle 7 chiavi (Die Tür mit den 7 Schlössern, 1962) - Tom Cawler
- La taverna dello squalo (Das Gasthaus an der Themse, 1962) - Roger Lane
- Edgar Wallace a Scotland Yard (Der Zinker, 1963) - Thomas Leslie
- Paga o muori (Wartezimmer zum Jenseits, 1964) - Carlos
- Buffalo Bill - L'eroe del Far West (1965) - Monroe
- Sparate a vista su Killer Kid (Duell vor Sonnenuntergang, 1965) - Lord
- Non sta bene rubare il tesoro (1967) - Da Costa
- Il fantasma di Londra (Der Mönch mit der Peitsche, 1967) -  Brent
- Im Schloß der blutigen Begierde (1968) - Georg v. Kassell
- L'uomo dall'occhio di vetro (Der Mann mit dem Glasauge, 1969) - Rubiro
- Rebus (1969)
- Heintje - Einmal wird die Sonne wieder scheinen (1970) - Willi
- Alcaptar (1978) - Soldato
- Ein gutes Land (1982)

### Televisione
- Flash Gordon - serie TV, 1 episodio (1955) - ruolo: Flagget
- Stahlnetz - serie TV, 1 episodio (1962)
- Tim Frazer - miniserie TV, 3 episodi (1963-1964)
- Tolles Geld - film TV (1964)
- Das Kriminalmuseum - serie TV, 1 episodio (1964) - Gerd Bräuning
- Cliff Dexter - serie TV, 1 episodio (1966)
- Hafenpolizei - serie TV, 1 episodio (1966)
- Der Tod läuft hinterher - miniserie TV (1967) - Dan Low
- Mexikanische Revolution - film TV (1968) - Gustavo Madero
- Babeck - serie TV, 3 episodi (1968)
- Polizeifunk ruft - serie TV, 1 episodio (1969)
- Percy Stuart - serie TV, 1 episodio (1969)
- Der Kommissar - serie TV, 1 episodio (1969) - Schreiber
- Dem Täter auf der Spur - serie TV, 1 episodio (1970)
- Die Kriminalerzählung - serie TV (1970)
- Der Kommissar - serie TV, 1 episodio (1971) - Wasneck
- Annemarie Lesser - film TV (1971)
- Der Kommissar - serie TV, 1 episodio (1972) - Sig. Kleine
- Das Geheimnis der Mary Celeste - film TV (1972)
- Der Kommissar - serie TV, 1 episodio (1974) - Albert Korte
- L'ispettore Derrick - serie TV, episodio "Il segno della violenza", regia di Theodor Grädler (1975) - Dreyer
- L'ispettore Derrick - serie TV, episodio "Shock", regia di Alfred Vohrer (1976) - Schlott
- L'ispettore Derrick - serie TV, episodio "Calcutta", regia di Alfred Weidenmann (1976) - barista
- Richelieu - miniserie TV (1977)
- Il commissario Köster (Der Alte) - serie TV, 86 episodi (1977-1986) - Martin Brenner
- St. Pauli-Landungsbrücken - serie TV, 1 episodio (1978)

## Premi e riconoscimenti
- 1951: Deutscher Filmpreis come attore emergente per il ruolo di Jan Krapp nel film Sündige Grenzen[3]